# Jean Montémont
Pour les articles homonymes, voir Montémont.
Jean Lucien Montémont né le 22 février 1913 à Rupt-sur-Moselle (Vosges) et mort le 14 février 1959 à Remiremont (Vosges) est un instituteur, professeur de dessin et peintre français.

## Biographie

### Famille
Jean Lucien Montémont, né le 22 février 1913 à Rupt-sur-Moselle et baptisé le 13 avril 1913, est le fils d’Adrien Julien Montémont (1881-1948), comptable, courtier en coton et directeur de tissage, et de Jeanne Pierrel.
Jean Montémont et l’écrivain Albert Montémont avaient un ancêtre commun, Pierre Montémont (1721-1791), laboureur à Rupt-sur-Moselle au XVIIIe siècle, en remontant cinq générations pour Jean et trois pour Albert.

### Études générales
Jean Montémont fait toutes ses études au collège de Remiremont (actuellement collège Saint Joseph), depuis le mois d’octobre 1919 où il entre en classe de 10e, jusqu’à la classe de Philosophie et son obtention du baccalauréat en 1931.

### Études artistiques
Le 28 juin 1931 à Paris, il est reconnu pour son jeune talent de peintre et reçoit du président de la République française Paul Doumer le prix de dessin du concours général, obtenu en 1930.
Après son service militaire en Algérie, il entre à l’École des beaux-arts de Nancy où il étudie dans l'atelier de Victor Prouvé, peintre, sculpteur et graveur nancéien, membre de l'École de Nancy. En 1938, il sort de cette école avec le premier prix de dessin, le premier prix d’arts graphiques et le deuxième prix de peinture. Parallèlement, il se lance dans une carrière d’enseignant : il entre le 1er octobre 1938 parmi les cadres de l’enseignement primaire. En 1940, il devient instituteur au Thillot où il exerce jusqu’en 1948.

### Seconde Guerre mondiale
Lors de l’Occupation allemande (1940-1944), il participe à la résistance au maquis de Franche-Comté (maquis des Sources de l’Ognon non loin du Thillot). À la Libération, il s’engage comme volontaire le 18 septembre 1944, peu après la libération de Remiremont dans la 2e DB avec laquelle il participe à la libération de l'Alsace en novembre et décembre 1944. Il se distingue par divers faits militaires qui lui valent une citation pour son action du 26 novembre 1944 à Molsheim. Le 15 avril 1945, il est cité à l’ordre de la Division pour ses actions au combat de Neunkirch du 14 décembre 1944. Grièvement blessé sur le champ de bataille, il ne se remettra jamais du traumatisme de ses blessures, malgré ses médailles.

### Carrière professionnelle
Après le décès de son père en 1948, il est nommé instituteur à l’école de Maxonrupt de Remiremont (aujourd’hui médiathèque et crèche). De 1954 à 1958, il enseigne dans les classes primaires du collège de la même ville. Le 28 juin 1958, il est récompensé du prix de la fondation Eugène-Monnier, comme « l’instituteur de France s’étant le plus distingué dans l’enseignement du dessin ». En 1958, il est nommé professeur de dessin au collège Jules Méline de Remiremont,.

### Carrière artistique
En 1931, Jean Montémont expose pour la première fois des œuvres à l’exposition régionale de peintures de Remiremont. Dès lors, il peint régulièrement et expose régulièrement ses œuvres aux différents salons de peinture en Lorraine. En 1948, il expose à la galerie Roux-Heutchel à Paris où il est remarqué par la revue Arts qui vante « la bonne tradition de sa peinture ». La critique lui reconnaît plus tard « un métier solide, une aisance dans toutes les formes d’expression et évolution vers un modernisme de bon aloi respectueux des règles les plus classiques des nuances et de l’harmonie ». 
En 1949, il est à l’origine de la Société Vosgienne des Amis des Arts.
En 1954, il cofonde avec François Blaudez et Robert Valéry Hollard l’Académie des Arts plastiques d’Épinal. De même, en 1956, il crée à Remiremont avec Jean Tissier et Noël Dumont l’amicale d’arts plastiques de Remiremont.
Il expose fréquemment ses œuvres les plus achevées à Remiremont, ainsi que dans d’autres villes de l’Est de la France, Plombières, Épinal, Nancy, Mulhouse et en Allemagne à Karlsruhe.
Au cours des deux dernières années de sa vie, Jean Montémont peint près deux cents œuvres, dans des styles variés, parmi lesquels le réalisme et le néo-cubiste.

### Décès
Jean Montémont, blessé par trois éclats d’obus pendant la guerre, souffre durant des années de ses blessures. Malgré une intense activité artistique, teintée d’une mélancolie reflétant ses souffrances physiques, il met fin à ses jours le 14 février 1959. Il est enterré au cimetière de Remiremont avec ses parents et son épouse.

## Œuvres
Jean Montémont est l’auteur des œuvres (pas toutes localisées) suivantes,, :
- Bouquet de fleurs, huile sur toile, 63 × 52 cm ;
- Basilique Saint Maurice à Épinal, huile sur toile, 54 × 65 cm ;
- Ferme dans une vallée vosgienne, huile sur panneau, 48,5 × 72 cm ;
- Les Arcades à Remiremont, huile sur toile, 44 × 53 cm ;
- Nancy, Place du marché, huile sur toile, 30 × 26 cm ;
- Route de Girmont, huile sur toile, 54 × 73 cm ;
- La Maison de M. et Mme Montémont, huile sur toile, 55 × 46 cm ;
- Bord de Moselle, huile sur toile, 46 × 56 cm ;
- Paysage d'hiver, huile sur toile, 63 × 52 cm ;
- Grange Bompart, huile sur toile ; Musée Charles Friry ;
- Autoportrait, dessin au crayon, 1936 ;
- Cour fleurie, huile sur toile, 55 × 46 cm, 1942[13] ;
- Libération de Remiremont, l’avis, 1944, Musée Charles de Bruyères[14]
- Le Marché d'Epinal, huiles sur toile, 1949 ; Musée Charles Friry ;
- Portrait de Jeanne, épouse du peintre, huile sur toile, 110 × 90 cm, 1950, musée de Remiremont ;
- Remiremont sous la neige, la rue principale, huile sur toile, 1950 ;
- L'Église abbatiale de Remiremont, 1952 ;
- Intimité, 1952, huile sur toile ; Musée Charles Friry ;
- Lorient, aquarelle, 1952 ; Musée Charles Friry ;
- Marché grande rue de Remiremont (bâche blanche), huile sur toile, 1952 ; Musée Charles Friry ;
- Les meules de blé, huile sur toile, 1952 ; grande toile, Musée Charles Friry ;
- Ferme aux Traits de Roche, 1954 ;
- Les Joueurs de cartes, 1954 ;
- Place Jules Méline sous la neige, encre de chine, 1954, Musée Charles Friry ;
- Le colonel Gravier et sa famille, huile sur toile, vers 1955, Musée Charles Friry ;
- La Grande Rue à Remiremont, 1956 ;
- Le Volontaire sous la neige, huile sur toile, 1957, Musée Charles Friry[15] ;
- Le Port de Collioure, 1957 ;
- Atelier d'arts plastiques à Epinal, huile sur toile - vers 1957 ; Musée Charles Friry ;
- Maisons à Remiremont, 1958 ;
- Le Port du Croisic, 1958 ;
- Arbres en hiver, huile sur toile, 1958 ; Musée Charles Friry ;
- Ferme vosgienne, Lespanges, huile sur toile, 50 × 65 cm, 1958, musée de Remiremont ;
- La Fontaine de la rue Maucervelle, huile sur toile, 73 × 92 cm, 1959, Musée Charles Friry ;
- La Fontaine Place Jules Méline, huile sur toile ;
- La Chapelle Sainte-Claire, 1959, l’une de ses dernières œuvres, offerte au président Georges Pompidou de passage à Remiremont en avril 1972[10].

## Collections de musées
Après le décès de Jeanne Morpe, veuve de Jean Montémont, en 2004, le musée Charles-Friry de Remiremont reçoit en donation en 2006 par Madeleine Morpe, belle sœur de Jean Montémont suivant les volontés de la défunte, près de 180 œuvres du peintre (tableaux et arts graphiques). Le musée expose désormais dans une salle consacrée à Jean Montémont une collection de plus d’une centaine de ses œuvres, régulièrement renouvelée. 
Le musée Charles-de-Bruyères de Remiremont abrite également une collection de tableaux de Jean Montémont.

## Expositions
En 2015, pour le soixante dixième anniversaire de la fin de la Seconde Guerre mondiale, le musée organise une exposition de ses œuvres, notamment celles qui ont trait à la guerre et aux champs de bataille, autour du thème du Maquis et de la Résistance. En effet, lors de son temps passé au front, Montémont avait dessiné de nombreux croquis décrivant le quotidien des soldats, la guerre et l’armement, qu’il avait plus tard parachevés en tableaux avec différentes techniques picturales, encre, aquarelles, gouaches, xylographie. 
Montémont laisse aussi une série d’une vingtaine de feuillets représentant des saynètes ironiques relatives à la guerre qui, selon le conservateur du musée Charles-Friry, « rappellent étrangement l’imagerie d’Épinal ».
En 2018, le musée Charles-Friry présente une exposition de peintures de Jean Montémont sur le thème des paysages d’hiver.

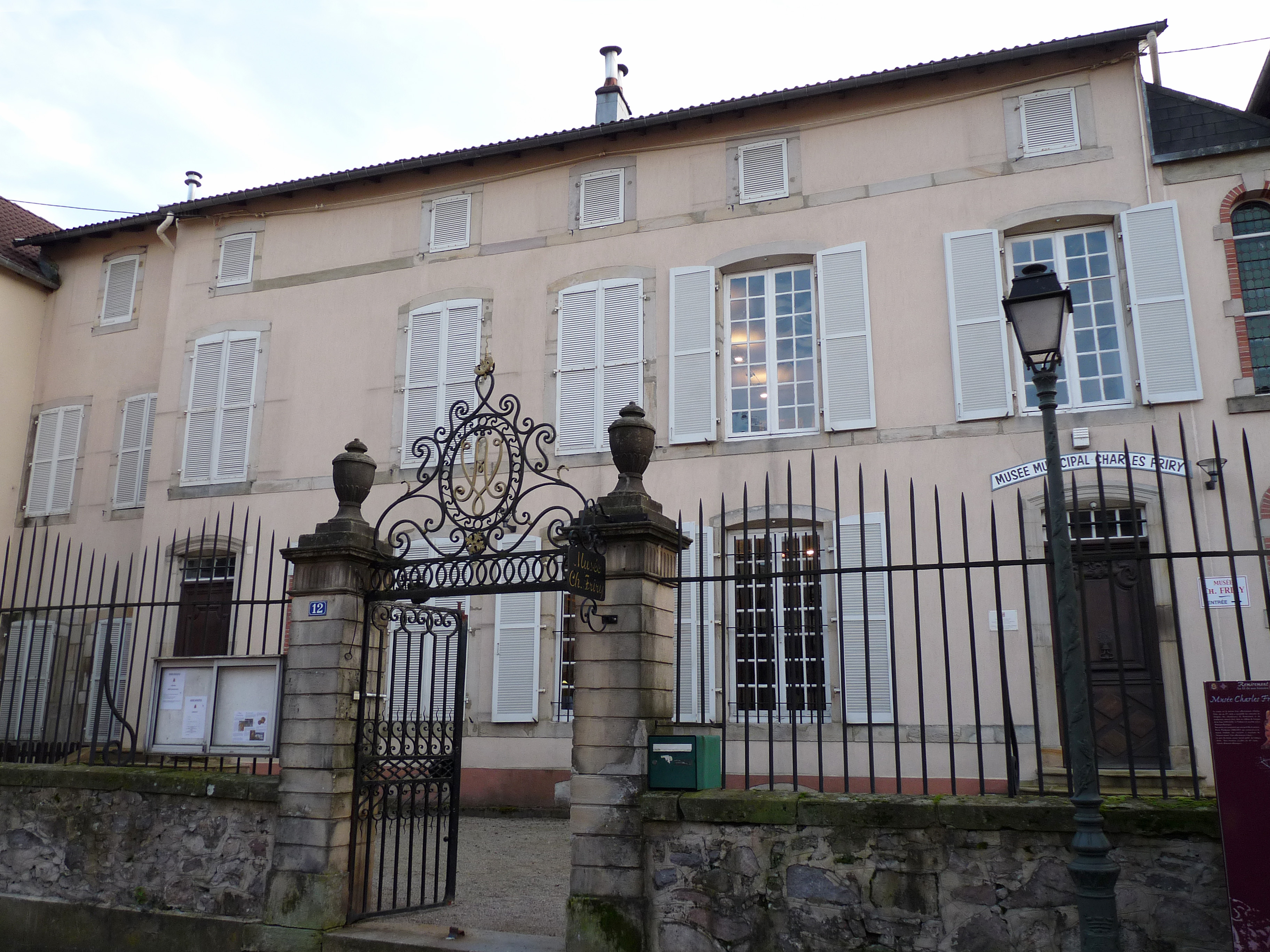
Musée Charles Friry.
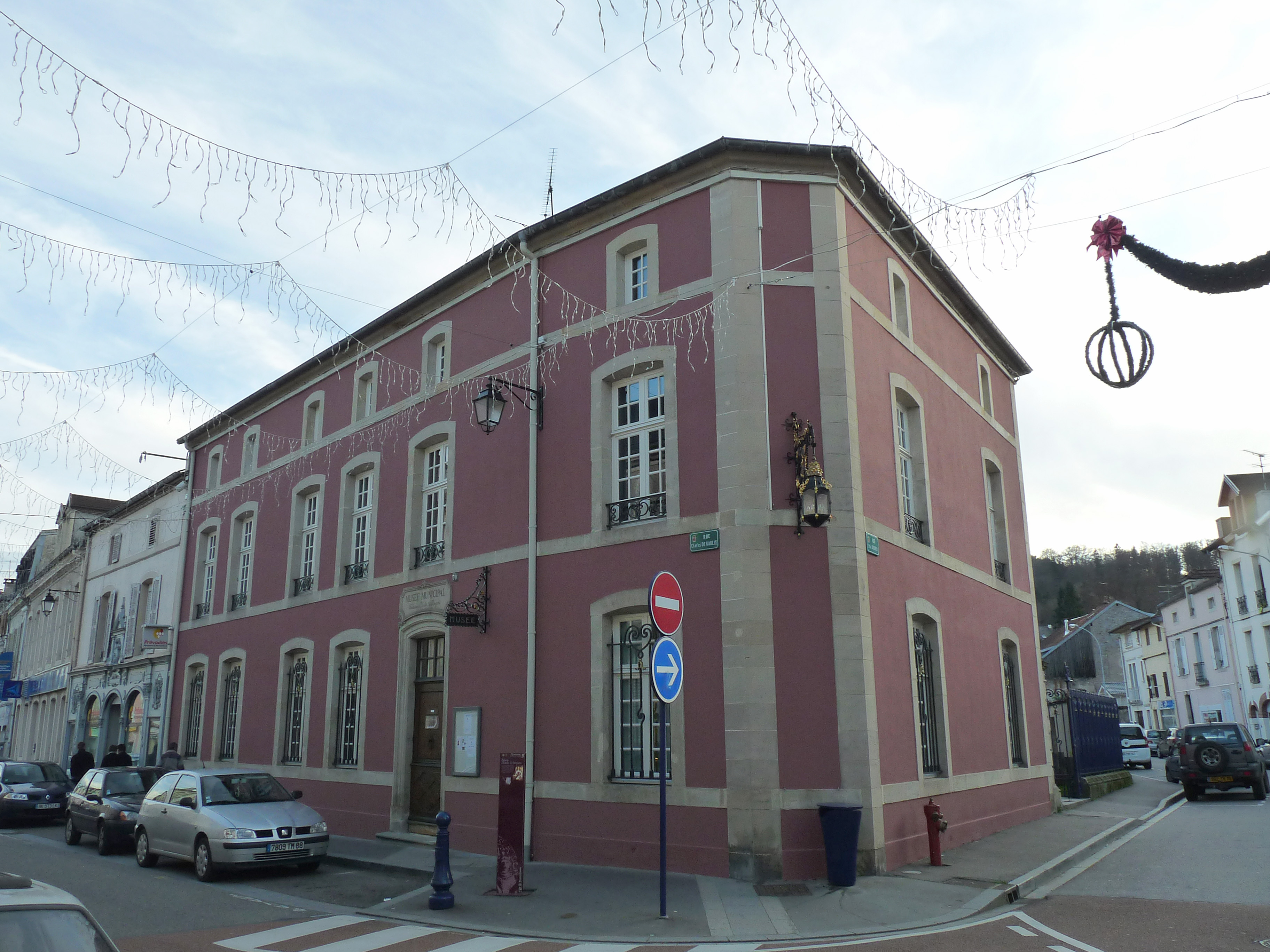
Musée Charles de Bruyères.

## Hommages
En mars 1963, l'Académie d'Arts Plastiques d'Épinal décide de donner à sa salle de travail du lycée du quai Jules Ferry d’Épinal le nom de Jean Montémont,.
Le collège de Rupt-sur-Moselle, inauguré le 10 octobre 1992 en présence du président du conseil général Christian Poncelet, porte le nom de Jean Montémont,,.